# 시카고 블랙호크스
시카고 블랙호크스(영어: Chicago Blackhawks)는 미국 일리노이주 시카고에 소재한 프로 아이스하키 팀이다. 이 팀은 현재 NHL 서부 콘퍼런스 센트럴 디비전에 속해있으며, 1926년 NHL 창립 당시 원년 팀 중 하나이기도 하다.

## 역대 홈경기장
| 경기장              | 사용기간      | 수용인원 | 장소                  | 비고                              |
| ------------------- | ------------- | -------- | --------------------- | --------------------------------- |
| 시카고 콜리시엄     | 1926년~1929년 | 6,000명  | 일리노이주 시카고     | 빈칸                              |
| 시카고 스타디움     | 1929년~1994년 | 18,472명 | 일리노이주 시카고     | 빈칸                              |
| 세인트루이스 아레나 | 1951년~1959년 | 17,188명 | 미주리주 세인트루이스 | 제2홈경기장 체커돔(1977년~1983년) |
| 유나이티드 센터     | 1994년~현재   | 19,717명 | 일리노이주 시카고     | 빈칸                              |

## 영구 결번
| 번호 | 선수명          | 포지션   | 활동 기간                 | 지정일           |
| ---- | --------------- | -------- | ------------------------- | ---------------- |
| 1    | 글렌 홀         | 골텐더   | 1957~1967년               | 1988년 11월 20일 |
| 3    | 키스 매그너슨1  | 수비수   | 1969년~1980년             | 2008년 11월 12일 |
| 3    | 피에르 필로트1  | 수비수   | 1955년~1968년             | 2008년 11월 12일 |
| 7    | 크리스 첼리오스 | 수비수   | 1990년~1999년             | 2024년 2월 25일  |
| 9    | 보비 헐         | 레프트윙 | 1957년~1972년             | 1983년 12월 18일 |
| 18   | 드니 사바르     | 센터     | 1980년~1990년 1995~1997년 | 1998년 3월 19일  |
| 21   | 스탠 미키타     | 센터     | 1958년~1980년             | 1980년 10월 19일 |
| 35   | 토니 에스포지토 | 골텐더   | 1969년~1984년             | 1988년 11월 20일 |
| 81   | 마리안 호사     | 라이트윙 | 2009년~2017년             | 2022년 11월 20일 |

비고
- 1 등번호 3번을 사용한 두 선수가 예우받았다.
- NHL은 2000년 NHL 올스타전에서 웨인 그레츠키의 99번을 리그 전 구단 결번으로 지정했다.